# Домб'є (Ленчицький повіт)
Домб'є (пол. Dąbie) — село в Польщі, у гміні Ленчиця Ленчицького повіту Лодзинського воєводства.
Населення — 171 особа (2011).
У 1975-1998 роках село належало до Плоцького воєводства.

## Демографія
Демографічна структура станом на 31 березня 2011 року:
|          | Загалом | Допрацездатний вік | Працездатний вік | Постпрацездатний вік |
| -------- | ------- | ------------------ | ---------------- | -------------------- |
| Чоловіки | 98      | 14                 | 68               | 16                   |
| Жінки    | 73      | 8                  | 40               | 25                   |
| Разом    | 171     | 22                 | 108              | 41                   |